# Odznaka Honorowa za Zasługi dla Województwa Kujawsko-Pomorskiego
Odznaka Honorowa za Zasługi dla Województwa Kujawsko-Pomorskiego – polskie odznaczenie samorządowe nadawane w formie odznaki honorowej.

## Charakterystyka
Odznaka została ustanowiona uchwałą Nr XXX/541/13 Sejmiku Województwa Kujawsko-Pomorskiego z dnia 28 stycznia 2013 r. w sprawie ustanowienia Odznaki Honorowej za Zasługi dla Województwa Kujawsko-Pomorskiego oraz Medalu Honorowego za Zasługi dla Województwa Kujawsko-Pomorskiego.
Nadawana jest w formie uchwały przez Sejmik województwa kujawsko-pomorskiego osobom fizycznym, których postawa przyniosła zaszczyt, a praca pożytek samorządowej wspólnocie województwa kujawsko-pomorskiego.
Odznakę nosi się na lewej stronie piersi po odznaczeniach państwowych i resortowych.

## Wygląd
Odznakę stanowi okrągły medal o średnicy 39 mm z uszkiem i kółkiem do zawieszenia na wstążce, wykonany z metalu w kolorze złotym. Na stronie licowej zawiera wyobrażenie wieńca z liści wawrzynu przesłoniętego pośrodku pionowym wypukłym pasem o szerokości 21 mm z wypukłym godłem z herbu Województwa oraz majuskułowymi wypukłymi dwuwierszowymi napisami: nad godłem ZA ZASŁUGI DLA/ WOJEWÓDZTWA, poniżej KUJAWSKO/POMORSKIEGO. Strona odwrotna gładka z grawerowanym pośrodku numerem kolejnym i datą roczną przyznania Odznaki. Odznaka zawieszona jest na wstążce z rypsu jedwabnego o szerokości 39 mm z trzema paskami w barwach Województwa: czerwonym szerokości 9 mm, białym szerokości 21 mm i czarnym szerokości 9 mm.